# École Centrale de Lyon

École Centrale de Lyon är en fransk grande école som utexaminerar generalistingenjörer i Frankrike (Lyon). Den invigdes 1857. Dess motto är "en grande école utan gränser". Skolan är grundande medlem av France AEROTECH och är medlem av Groupe des Écoles centrales.

## Internationellt samarbete
École Centrale de Lyon deltar i nätverket TIME och har bl.a. flera samarbetspartner i Skandinavien:
- Kungliga Tekniska högskolan (KTH)
- Lunds tekniska högskola (LTH)
- Norges teknisk-naturvitenskapelige universitet i Trondheim (NTNU)
- Tekniska högskolan i Helsingfors (TKK)

## Kända examinerade
- Marc Riboud, fransk fotograf och fotojournalist
- Paul-Émile Victor, fransk etnolog och upptäckare